# Qal'eh-ye Zal
Qal'eh-ye Zal é uma cidade do Afeganistão localizada na província de Konduz.